# Tratto di Pietralunga del Fiume Simeto
Il Ministero dell'Ambiente, nel 2000, inserisce il territorio del Tratto di Pietralunga del fiume Simeto nell'elenco dei Siti di Interesse Comunitario (79/409 CEE), i cosiddetti siti Natura 2000, identificato con il codice ITA070025, avendo per obiettivo la conservazione degli habitat naturali e seminaturali, nonché della flora e della fauna selvatiche del luogo.
Successivamente, nel 2005, la Regione Siciliana recepisce il decreto del Ministero dell'ambiente del 2000 emettendo formale provvedimento.
Nel 2006 l'assessorato al territorio e ambiente della Regione Siciliana approva le cartografie.

## Territorio
Il Tratto di Pietralunga del Fiume Simeto comprende un territorio di 675,00 ettari ricadente nei comuni di Biancavilla, Paternò e Centuripe: da ponte La Barca a contrada Malastalla.
La gestione della riserva è stata affidata al Dipartimento Azienda Regionale Foreste Demaniali (Assessorato Agricoltura e Foreste della Regione Siciliana).
A poca distanza dal sito sono state definite altre tre aree di interesse comunitario vicine geograficamente e con esso correlabili:
- Le Forre laviche del Simeto;
- il Poggio Santa Maria;
- la Contrada Valanghe.

## Flora

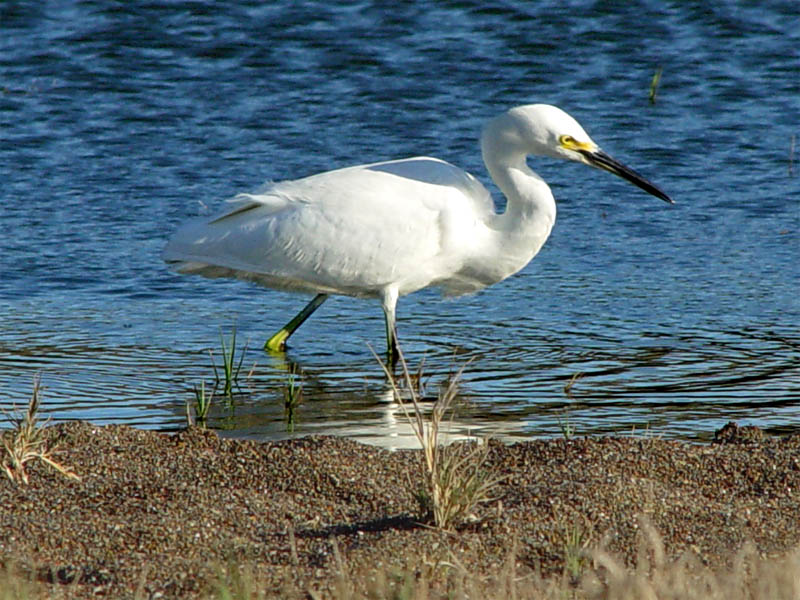
Garzetta

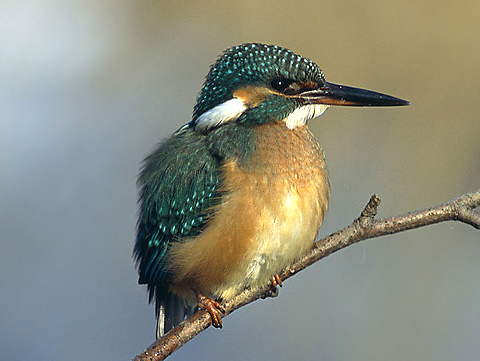
Martin pescatore

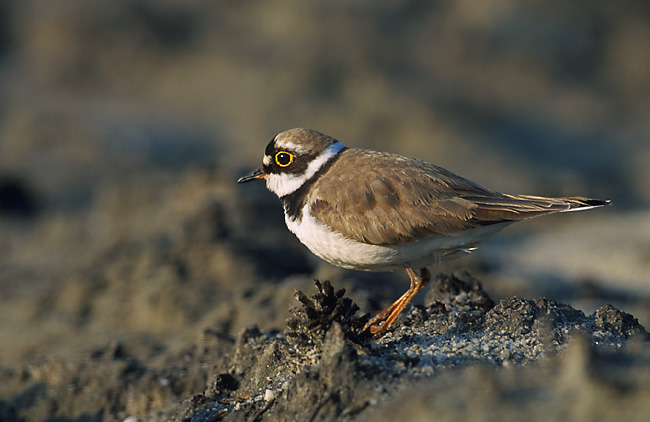
Corriere piccolo

Salsola

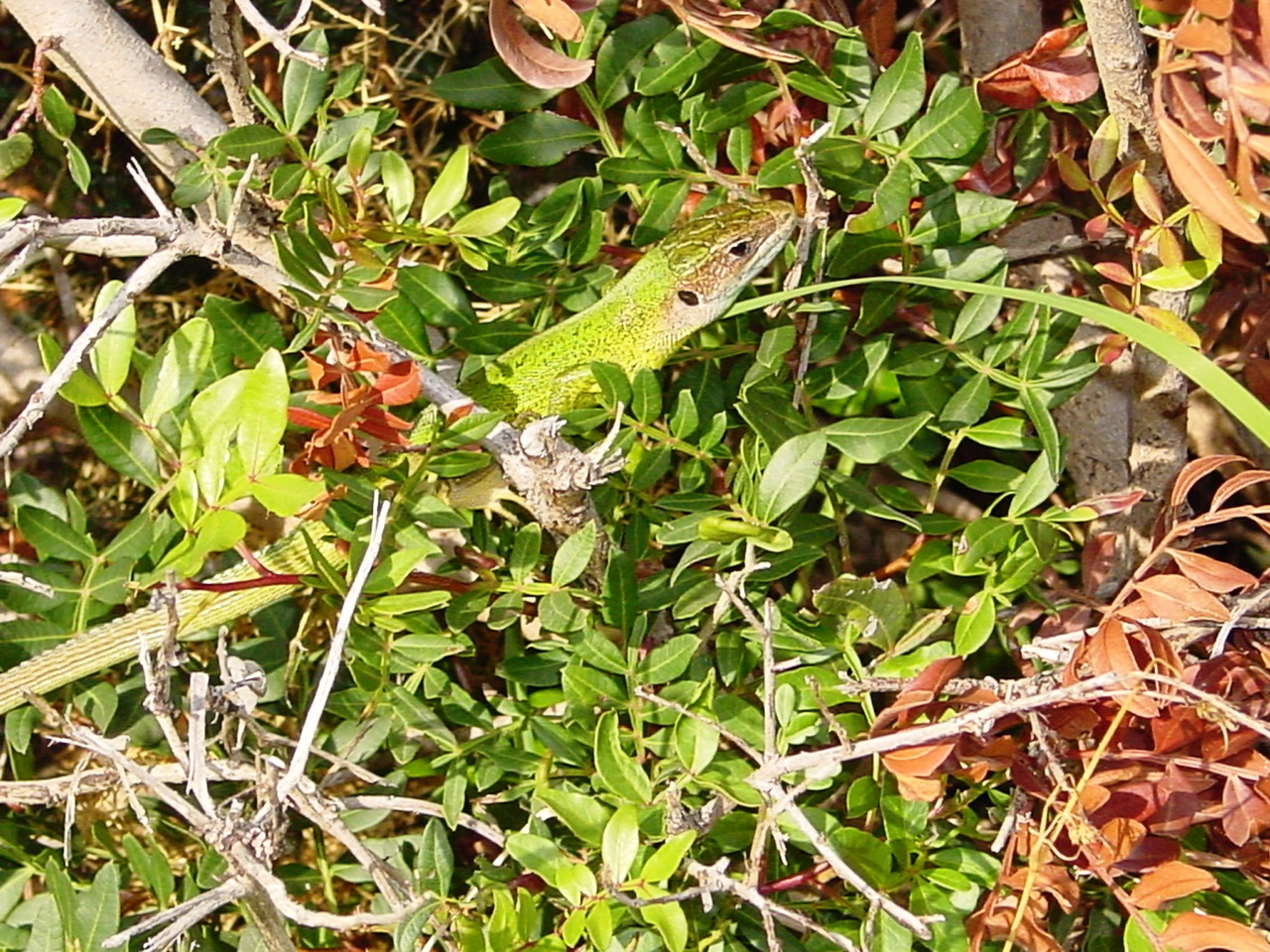
Ramarro occidentale

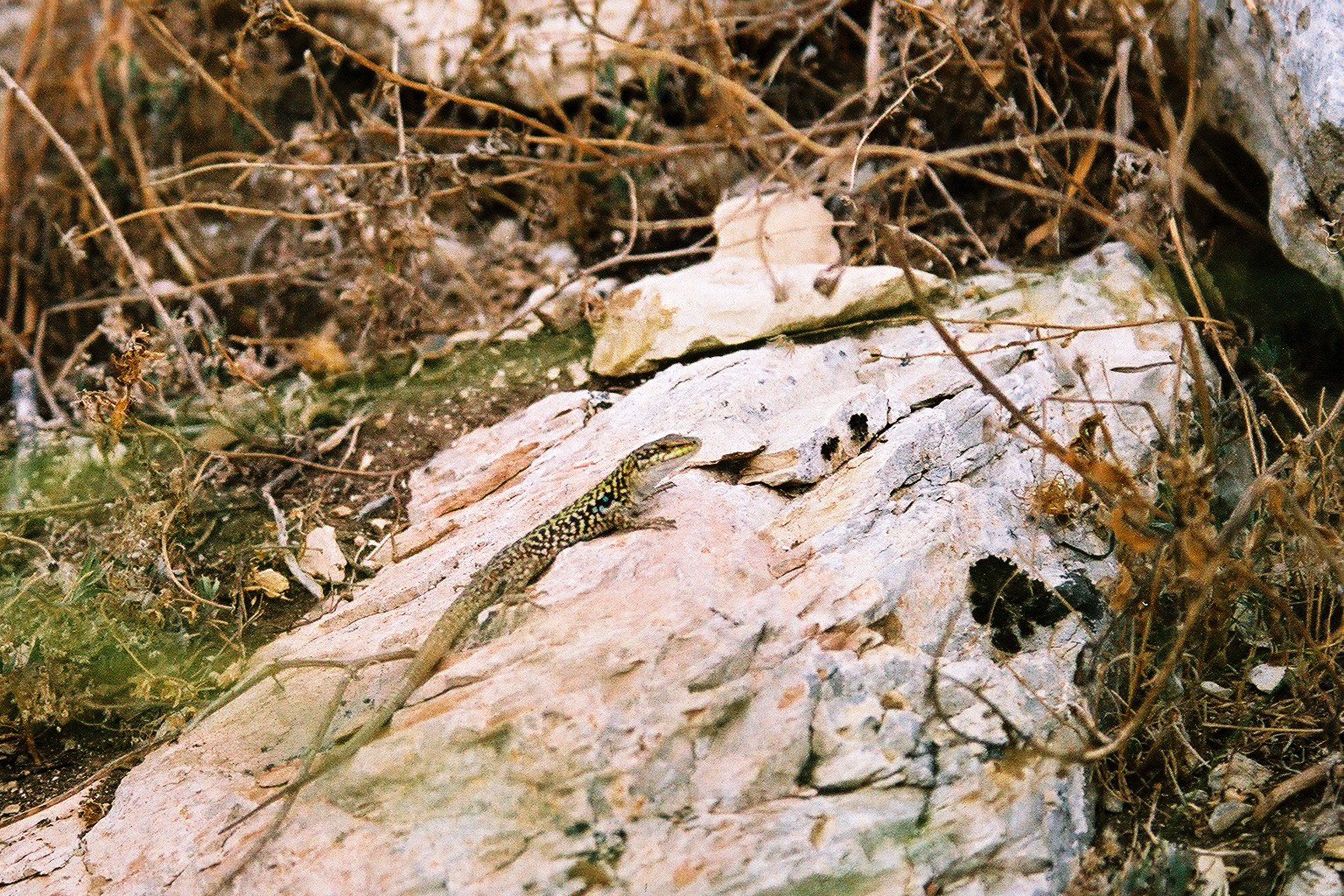
Lucertola italiana

Nel sito è presente una densa boscaglia ripale a salice bianco (Salix alba), salice rosso (Salix purpurea) e pioppo nero (Populus nigra), spesso resa impenetrabile per lo sviluppo delle specie lianose come il rovo (Rubus ulmifolius) o la vitalba (Clematis vitalba); ciò si verifica soprattutto nei tratti dove la struttura è di tipo basso arbustiva in seguito a tagli o incendi. In queste boscaglie ripali è presente un'altra interessante specie di salice, il salice di Gussone, endemica dei corsi d'acqua della Sicilia nord orientale.
Nei tratti più prossimi all'acqua le ripisilve sono sostituite da formazioni palustri quali canneti e tifeti. I terrazzi alluvionali più rialzati sono occupati dai tamericeti a tamerice maggiore (Tamarix africana), tamerice gallica (Tamarix gallica), oleandro (Nerium oleander) e Ginestra odorosa (Spartium junceum) e dalla vegetazione glareicola basso arbustiva a elicriso italico (Helychrysum italicum) e da vaste aree a bosco ripariale e canneti.

## Fauna
In questo ambiente si possono osservare specie legate particolarmente agli ambienti ﬂuviali tra cui, per quanto riguarda l'avifauna, la Folaga (Fulica atra), la Gallinella d'acqua (Gallinula chloropus), alcune specie di anatre, l'Usignolo (Luscinia megarhynchos), il Martin Pescatore (Alcedo atthis) e la Ballerina bianca (Motacilla alba).
Sono presenti inoltre tra gli anfibi, la rana verde (Rana lessonae) ed il rospo comune (Bufo bufo), mentre tra i rettili sono comuni il Biacco (Coluber viridiﬂavus) e la Natrice (Natrix natrix).
Gli uccelli migratori abituali elencati nell'Allegato 1 della Direttiva 79/409/CEE sono:
- Acrocephalus melanopogon (forapaglia)
- Alcedo atthis (martin pescatore)
- Ardea purpurea(airone rosso)
- Ardeola ralloides (sgarza ciuffetto)
- Aythya nyroca (moretta tabaccata)
- Chlidonias hybridus (mignattuno piombato)
- Chlidonias niger (mignattino)
- Ciconia ciconia (cicogna bianca)
- Circus aeruginosus (falco di palude)
- Circus pygargus (albanella minore)
- Egretta alba (airone buanco maggiore)
- Egretta garzetta (garzetta)
- Gelochelidon nilotica (sterna zampenere)
- Hieraaetus pennatus (Aquila minore)
- Himantopus himantopus (cavaliere d'Italia)
- Ixobrychus minutus (tarabusino)
- Nycticorax nycticorax (nitticora)
- Philomachus pugnax (combattente)
- Platalea leucorodia (spatola)
- Plegadis falcinellus (mignattaio)
- Porphyrio porphyrio (pollo sultano)
- Tringa glareola (piro piro boschereccio)

Gli uccelli migratori abituali non elencati nell'Allegato I della Direttiva 79/409/CEE sono
- Gallinula chloropus

I pesci elencati nell'Allegato II della Direttiva 92/43/CEE sono:
- Sarmarutilus rubilio

Nella scheda presentata dalla Regione Siciliana sono riportati:
- La garzetta (Egretta garzetta), uccello migratore abituale;
- Il martin pescatore (Alcedo atthis), uccello migratore abituale;
- Il corriere piccolo (Charadrius dubius), uccello migratore abituale;
- La salsola (Salsola verticillata schousboe), specie importante di flora;
- Il ramarro occidentale (Lacerta bilineata), specie importante di fauna;
- La lucertola italiana (Podarcis sicula), specie importante di fauna.

## Accessi
Al sito si accede percorrendo da Catania la strada statale 121. Superata la cittadina di Paternò prima della stazione ferroviaria dismessa di Schettino si prende la provinciale per ponte La Barca, che costeggia il fiume. Oppure, uscendo allo svincolo autostradale di Gerbini (Catania-Palermo A19), proseguendo per Paternò lungo la strada provinciale SP77.

## Punti di interesse
Un itinerario proposto dal G.A.L. “Etna” A.T.S. (Piano di Sviluppo Locale Itaca) è di tipo naturalistico ed è ubicato interamente in territorio di Paternò.
Si tratta di un circuito ad anello che, iniziando dal complesso architettonico denominato “Allevamento dei cavalli” e, interessando anche le sponde del Simeto, tocca la Roccia di Pietralunga, le “Salinelle” del fiume e l'alveo fluviale, i ruderi del ponte romano e l'area di Monte Castellaccio.
- Allevamento cavalli (inizio percorso)

Si parte dal complesso “Allevamento dei cavalli”, sulla sponda destra del ﬁume Simeto, ai piedi della Rocca del Corvo (273 m s.l.m.). L'allevamento, istituito nel 1883 dal Ministero della Guerra nella tenuta demaniale di Pietra Lunga, è costituito da un insieme di costruzioni distinte in alloggi per gli ufficiali, alloggi per la truppa, spaccio, edifici amministrativi, infermeria per i cavalli e stalle specializzate per razza e tipologia di destinazione.
- Guado sul Simeto

Seguendo una stradina sterrata si raggiunge il fiume Simeto, facilmente guadabile. In questo tratto, il corso d'acqua si presenta in buone condizioni di naturalità con numerose anse, isole fluviali e una diversificata vegetazione ripale.
- Roccia di Pietralunga

Percorrendo la sponda sinistra del fiume, dopo circa un chilometro si giunge alla Roccia di Pietra Lunga, rilievo caratteristico per la sua forma antropomorfa ed allungata che si erge per circa 20 metri, importante dal punto di vista paesistico e naturalistico perché punto di riferimento e di sosta per gli uccelli rapaci ed altri volatili.
- Ponte di Pietralunga

L'itinerario prosegue raggiungendo il Ponte di Pietralunga che permette di attraversare il fiume per portarsi sulla sponda destra, dopo aver percorso 400 metri. Di questo ponte romano rimane solo parte dell'arca di testa, con imponenti speroni, e le spalle di sostegno alla carreggiata. È opinione che il ponte servisse per distribuire il grano nelle città di Centuripe, Assoro, Agira ed Enna e che fosse stato distrutto dal tiranno Dionigi I, in fuga dai suoi inseguitori, dopo averlo attraversato; recenti studi hanno accertato che il ponte è stato compromesso staticamente dai vortici d'acqua creati dal fiume.
- Passo d'Ipsi

Proseguendo verso sud, si incontra il Guado di Passo Ipsi, la cui denominazione deriva dal greco ghypsos, riferito ad un'antica cava di gesso che si trova nelle vicinanze.
Il Passo Ipsi divenne famoso nel 1860 all'epoca della Spedizione dei Mille in Sicilia, in quanto probabilmente il Simeto venne guadato da Giuseppe Garibaldi proprio in questo punto per poi entrare in paese.
- Salinelle del Fiume

Tornando sulla sponda sinistra, si arriva alle Salinelle del Fiume, manifestazioni post vulcaniche prodotte dalla risalita di acque; l'area non è particolarmente estesa, ma è molto interessante per la presenza di numerosi vulcanetti, indicativa di un'attività che si esplica con la formazione di apparati “temporanei ”che nascono e si estinguono, a volte anche soltanto dopo qualche giorno; sono presenti delle croste saline che, in alcuni punti, passano lateralmente alle argille risedimentate sovrapposte a sedimenti alluvionali più recenti, con depositi rossastri di ossidi di ferro.
- Monte Castellaccio

Il percorso riprende quindi verso il Monte Castellaccio, sulla sponda destra del Simeto, fondamentale elemento strutturante i quadri di riferimento visuali dell'area e di notevole interesse archeologico per la presenza di reperti dell'età del bronzo antico (2100-1400 a.C. circa), e greco-arcaica con edifici e ceramiche del VI -VII secolo a.C.).
Da quota 172 m s.l.m., seguendo il sentiero che sale verso la collina si attraversano le praterie steppiche a sparto (Lygeum spartum) dei substrati marnosi e quelle a tagliamani (Ampelodesmos mauritanicus) dei substrati quarzarenitici.
- Poggio Cocola e Masseria Poira

Si giunge pertanto, passando nelle vicinanze di Poggio Cocola, all'imponente complesso edilizio della masseria della Contessa Poira.
Si ridiscende attraversando le aree calanchive di Paternò, che costituiscono la parte terminale della più vasta area caratterizzata da affioramenti argillosi che da Centuripe si spinge fino alla sponda destra del Simeto.
- Allevamento cavalli (fine percorso)

Proseguendo per il torrente Cannizzoia si ritorna sulla sponda destra del fiume attraversando la stretta fascia di boscaglia ripale a salici (Salix alba, Salix purpurea, Salix gussonei) per raggiungere quindi il punto di partenza dell'”Allevamento dei Cavalli”.